# Faye Marsay

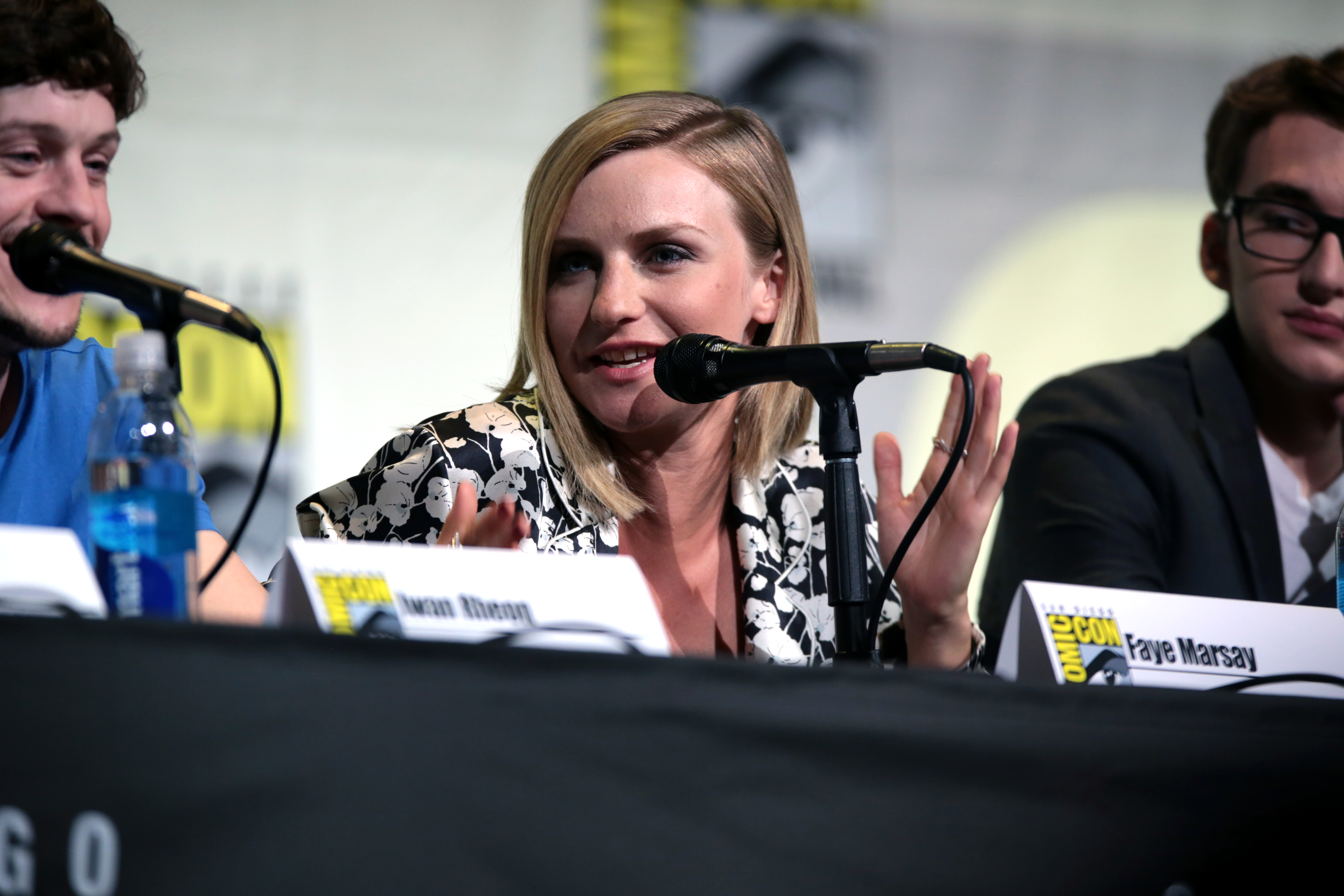
Faye Marsay auf der Comic-Con 2016

Faye Marsay (* 30. Dezember 1986 in Middlesbrough, North Yorkshire) ist eine britische Schauspielerin.

## Leben und Karriere
Faye Marsay wurde in Middlesbrough, im Nordosten Englands geboren. Sie besuchte die Bristol Old Vic Theatre School, in der sie von 2008 bis 2012 mehrere Theaterrollen innehatte. 
2008 hatte Marsay ihre erste kleine Fernsehrolle im Film Is That It?. 2012 wurde sie mit dem Preis Spotlight ausgezeichnet, wodurch sie die Hauptrolle der Anne Neville in der TV-Miniserie The White Queen bekam. Es folgten weitere Auftritte in britischen Fernsehserien, unter anderem spielte sie in der Weihnachtsfolge der Serie Doctor Who die Rolle der Shona. Im Film Pride (2014) agierte sie als Steph Chambers. Im 2015 erschienenen Videospiel Need for Speed übernahm sie die Rolle der Amy. Von 2015 bis 2016 mimte sie die Rolle der Heimatlosen (im Original The Waif) in der preisgekrönten Fantasy-Serie Game of Thrones.
2017 war sie in einer Nebenrolle im Film Die dunkelste Stunde zu sehen. 2018 übernahm sie als Katya Godman eine Hauptrolle in der Serie McMafia. 2022 spielte sie die Rolle der Vel Sartha in der Star Wars Serie Andor.

## Filmografie (Auswahl)
- 2008: Is That It?
- 2013: The White Queen (Mini-Serie, 10 Episoden)
- 2013: Fresh Meat (Fernsehserie, 8 Episoden)
- 2014: The Bletchley Circle (Fernsehserie, 4 Episoden)
- 2014: Pride
- 2014: Glue (Fernsehserie, 8 Episoden)
- 2014: Doctor Who (Fernsehserie, Weihnachtsspecial)
- 2015: My Mad Fat Diary (Fernsehserie, 3 Episoden)
- 2015–2016: Game of Thrones (Fernsehserie, 11 Episoden)
- 2016: Vera – Ein ganz spezieller Fall (Vera, Fernsehserie, Episode 6x01)
- 2016: Black Mirror (Fernsehserie, Episode 3x06)
- 2016: Love, Nina (Miniserie)
- 2017: Die dunkelste Stunde (The Darkest Hour)
- 2017: You, Me and Him
- 2018: McMafia (Fernsehserie, 8 Episoden)
- 2018: A Private War
- 2019: Deep Water (Miniserie, 6 Episoden)
- 2020: Avocado Toast the series (Fernsehserie, 7 Episoden)
- 2022: Lady Chatterleys Liebhaber (Lady Chatterley’s Lover)
- 2022–2025: Andor  (Fernsehserie)
- seit 2023: Ten Pound Poms (Fernsehserie)
- 2025: Adolescence (Miniserie, 2 Episoden)